# Rue Béranger (Nanterre)
Pour les articles homonymes, voir Rue Béranger.
La rue Béranger est une voie publique de la commune de Nanterre, dans le département français des Hauts-de-Seine.

## Situation et accès
Cette rue est accessible par la gare de Nanterre-Ville et permet par un passage souterrain piétonnier, de rejoindre le boulevard du Couchant et la rue Maurice-Thorez.

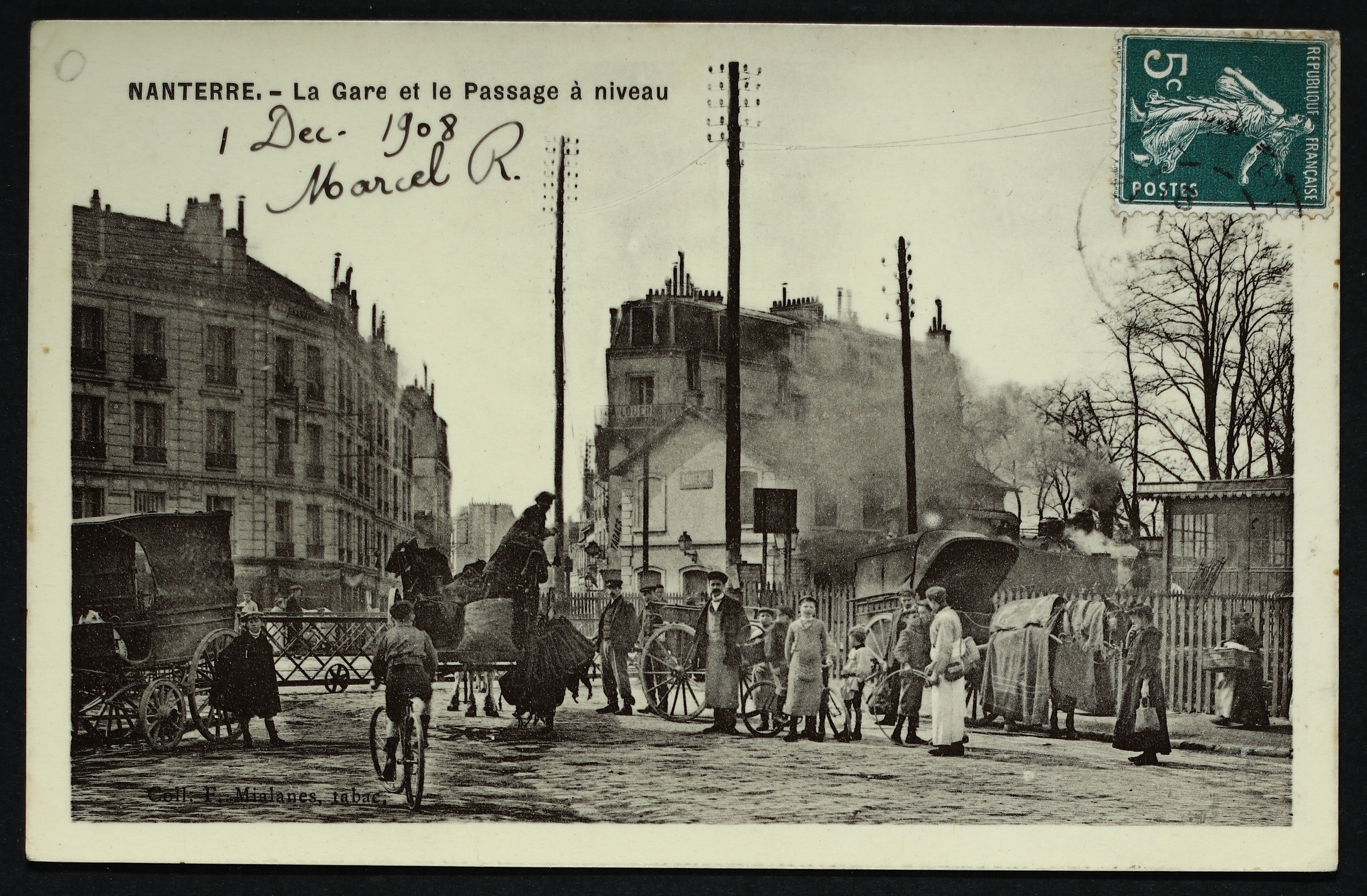
La gare et le passage à niveau. Carte postale expédiée le 1er décembre 1908.
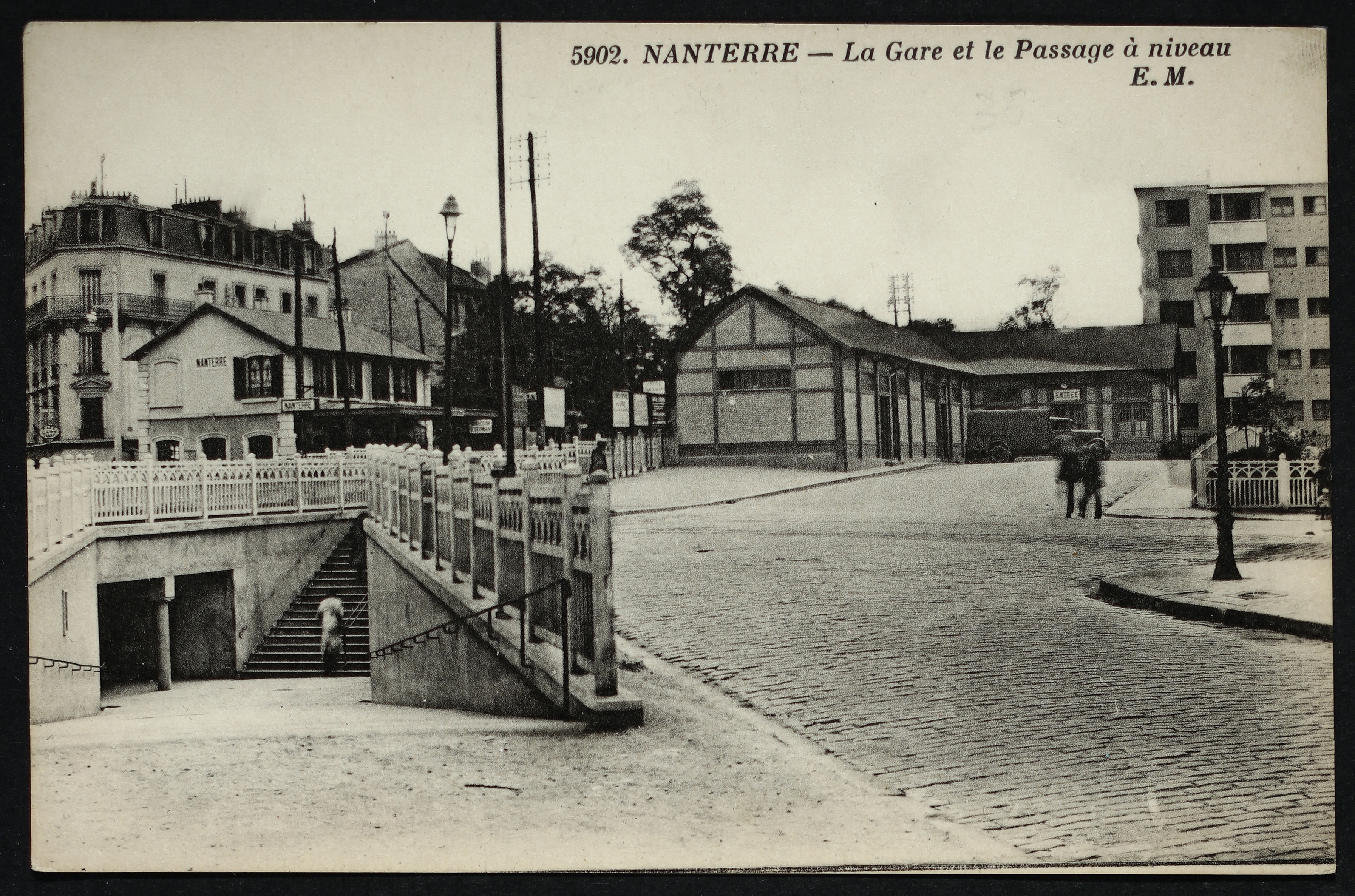
Après la construction du passage souterrain.

## Origine du nom
Cette rue a été nommée en hommage à Pierre-Jean de Béranger (1780-1857), chansonnier qui connut un énorme succès à son époque.

## Historique

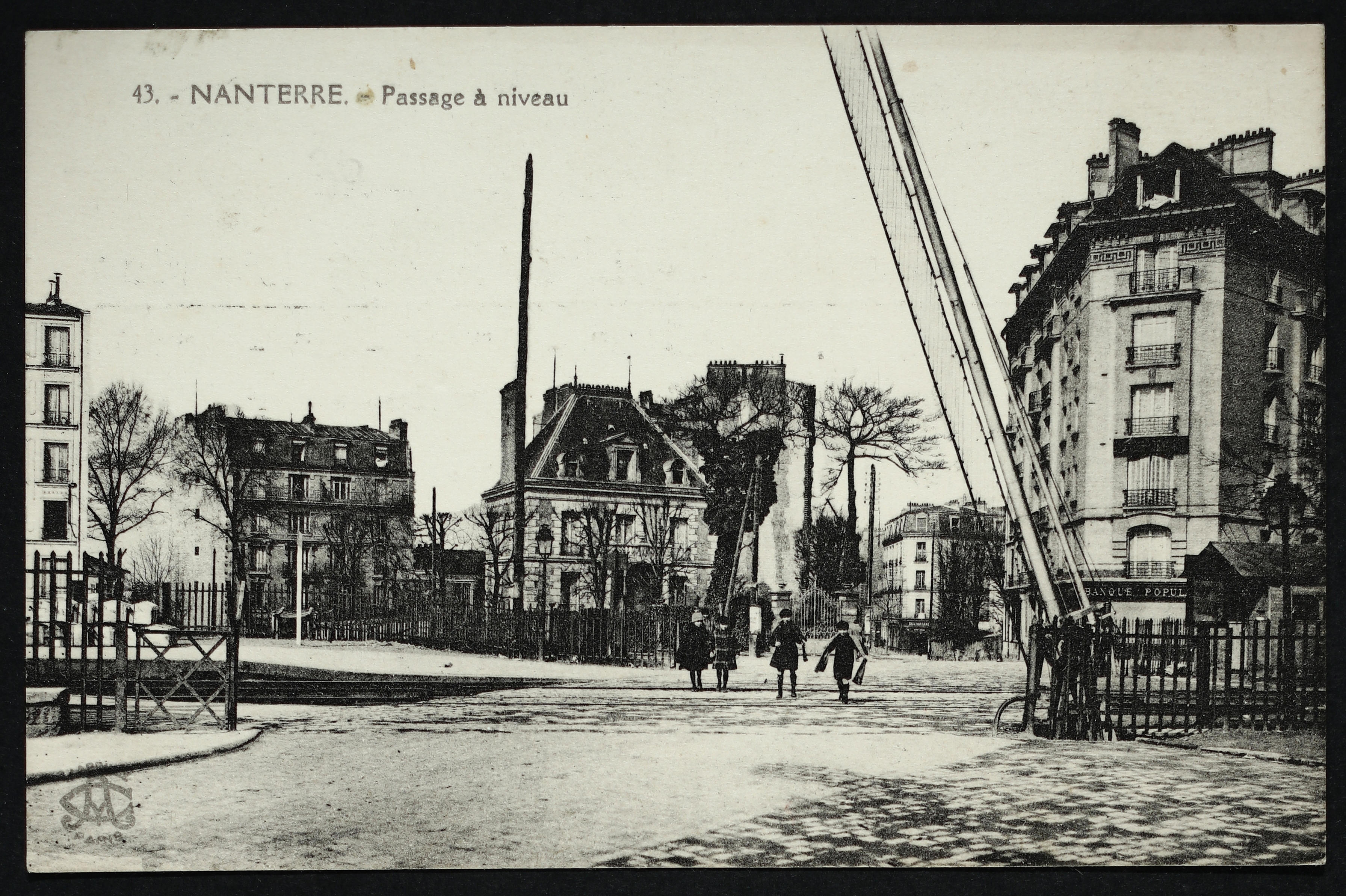
Voie ferrée et passage à niveau.

La ligne de Paris-Saint-Lazare à Saint-Germain-en-Laye ouverte en 1837 coupa la ville en deux, bouchant notamment l'ancien chemin du Quignon. Les protestations de la population devant la non-execution d'un chemin de remplacement pourtant promis, amenèrent la Compagnie du chemin de fer de Paris à Saint-Germain à ouvrir les deux chemins ancêtres de la rue Béranger et de la rue Henri-Martin, par la suite rebaptisée avenue.
Le XXe siècle amena une modification de la population, autrefois rurale. En juillet 1947, la police fit dans un pavillon au no 10, la découverte d'un dépôt d'armes, probablement stockées pour le compte de l'Irgoun.

## Bâtiments remarquables et lieux de mémoire

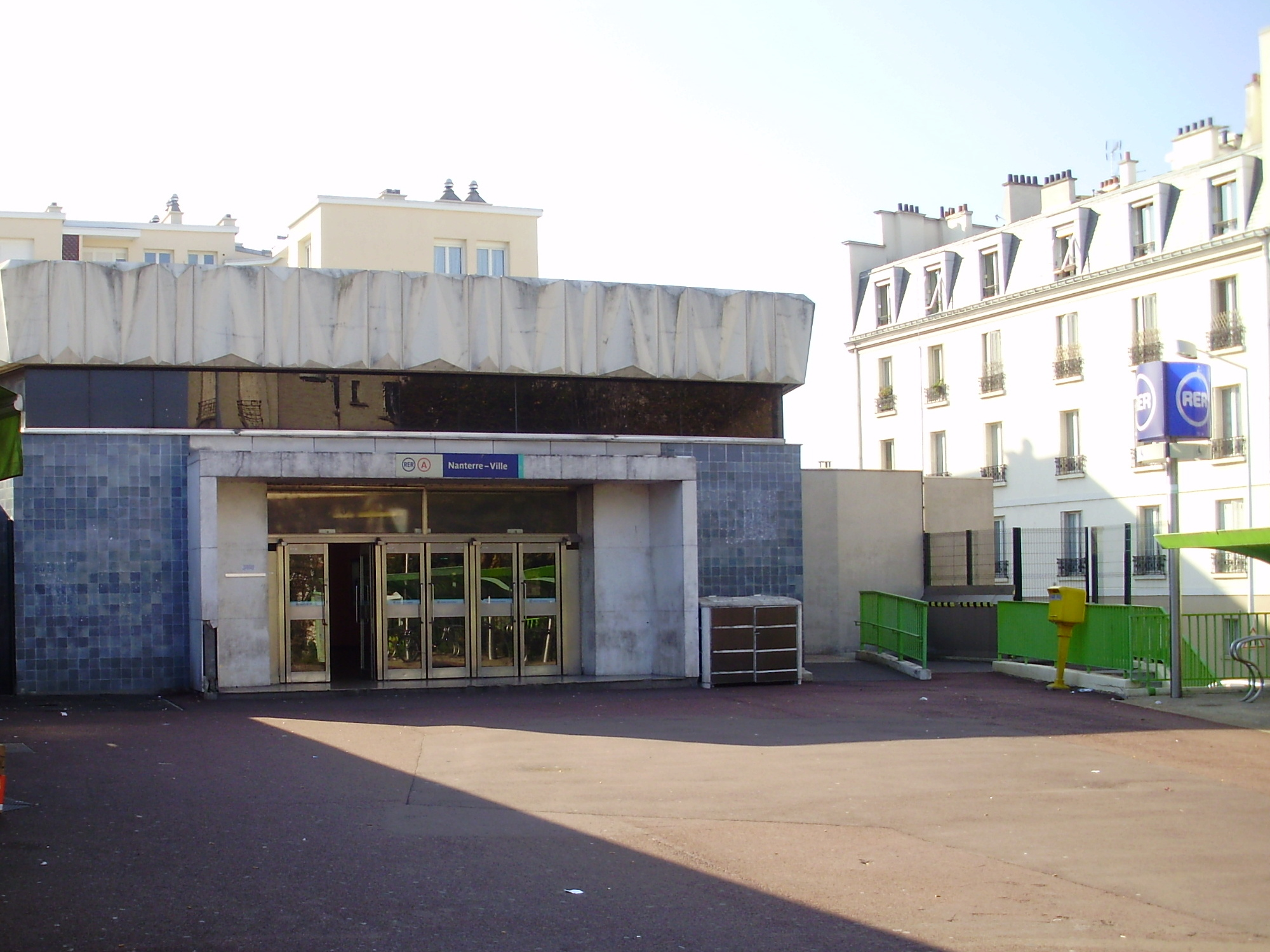
Entrée de la gare, côté nord.

- Gare de Nanterre-Ville[5]. Dans les années 1970, la création de la ligne A du RER entraîna l'enfouissement des lignes ferroviaires, permettant la suppression du passage à niveau. Le passage souterrain destiné aux piétons fut toutefois conservé.